# Janne Tuohino
Janne Tuohino, né le 22 mai 1975 à Kiiminki (Finlande), est un pilote finlandais de rallye.

## Palmarès

### Titres
- 1999 : Champion de Finlande des rallyes Groupe N;
- 2001 : Champion de Finlande des rallyes Groupe A.

### Carrière en Championnat du Monde des Rallyes
- 1996 WRC : non classé;
- 1997 Production : non classé;
- 1998 WRC : non classé;
- 1999 WRC : non classé / Production : non classé;
- 2000 WRC : non classé;
- 2001 WRC : non classé;
- 2002 JWRC : 3e avec 15 points / WRC : non classé;
- 2003 WRC : 19e avec 2 points;
- 2004 WRC : 9e avec 16 points;
- 2005 WRC : non classé.

## Galerie photos

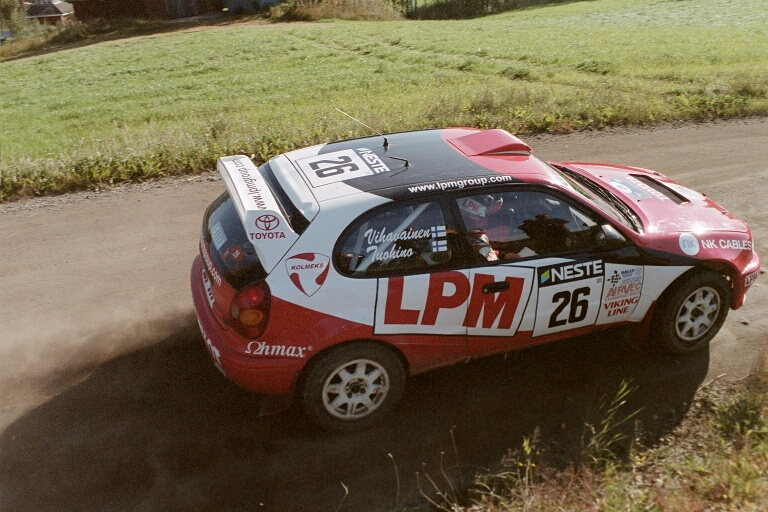
Janne Tuohino sur Toyota Corolla WRC au rallye de Finlande 2001.
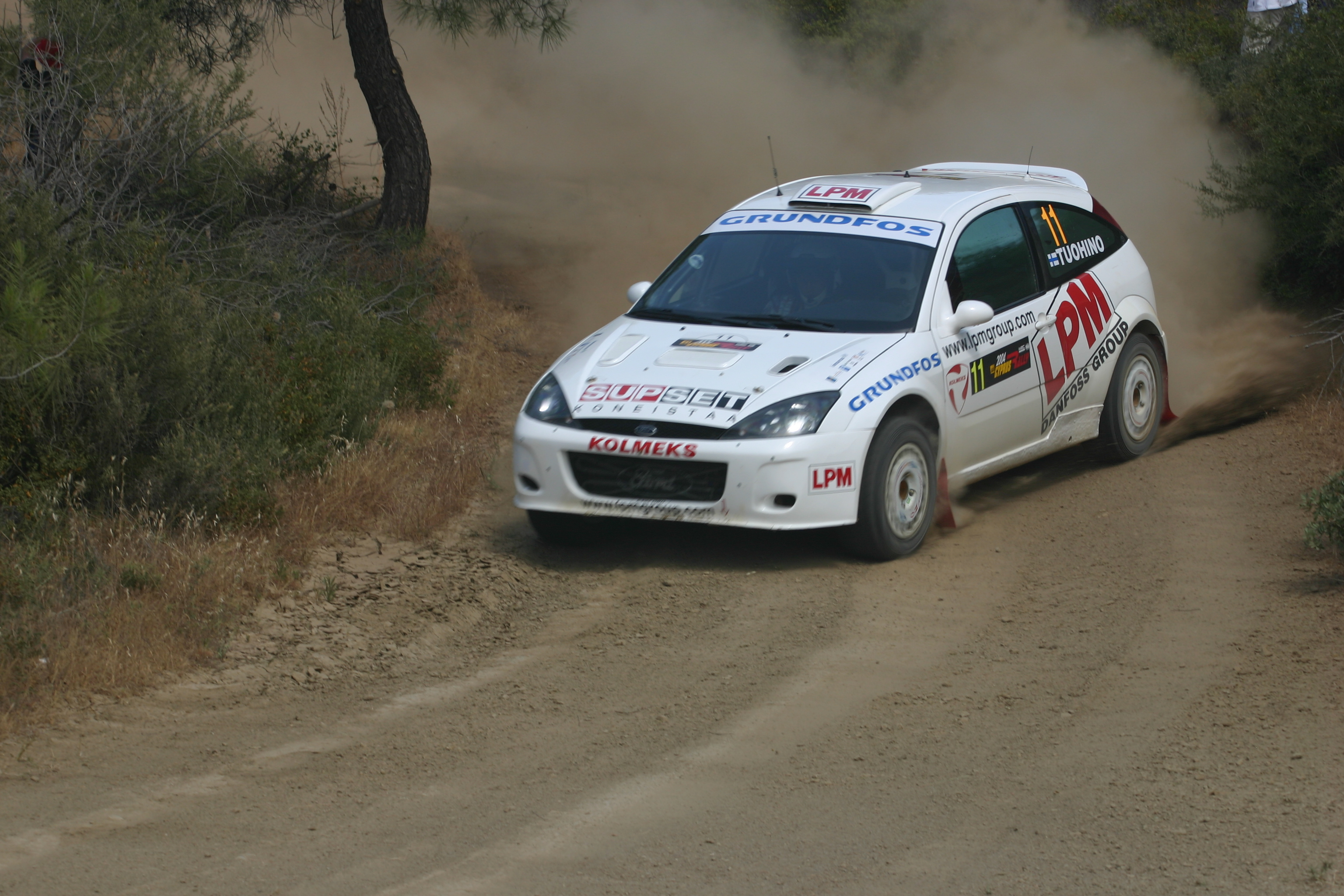
Janne Tuohino sur Ford Focus WRC au rallye de Chypre 2004.
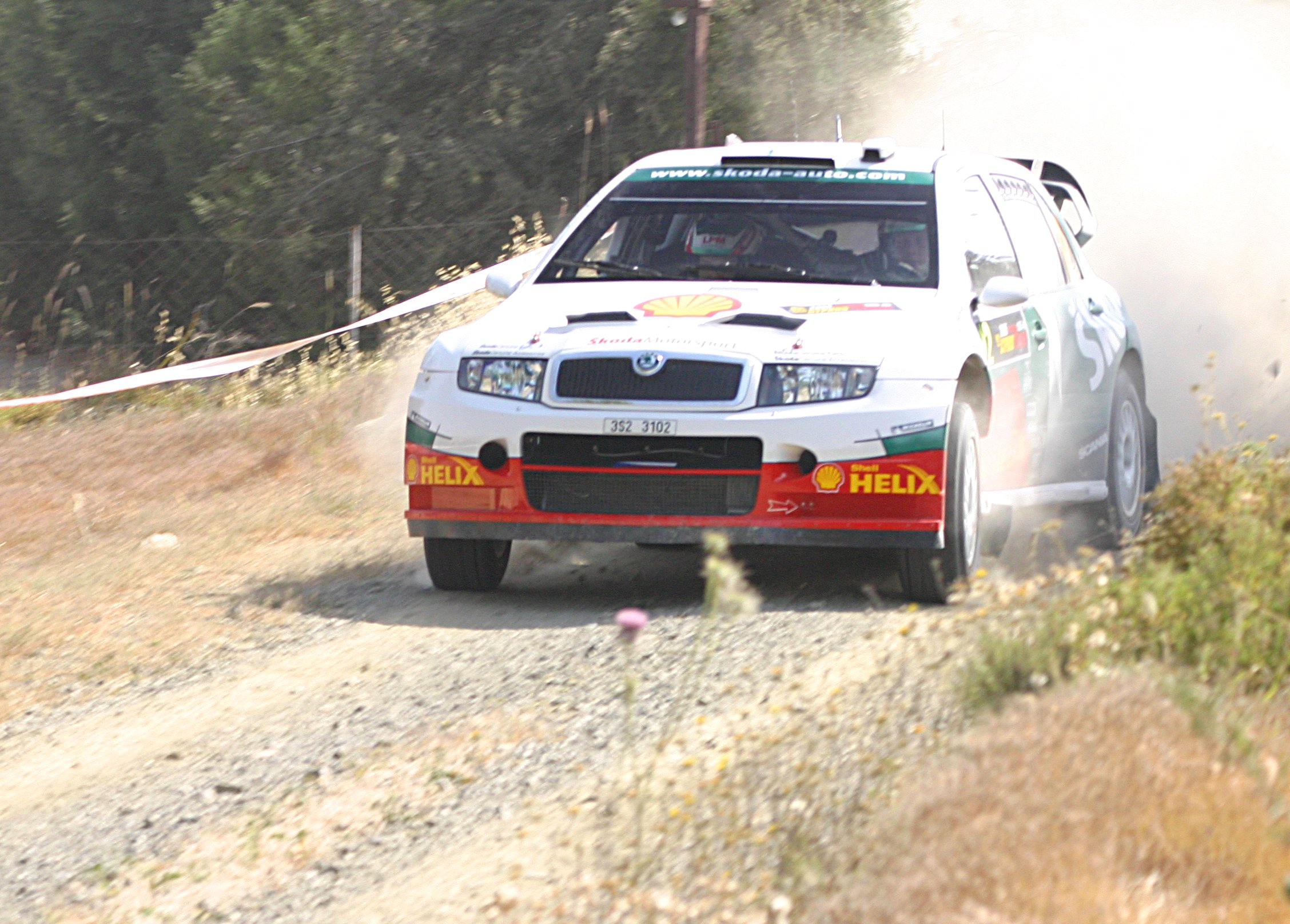
Janne Tuohino sur Škoda Fabia WRC au rallye de Chypre 2005.